# Феодор II Палеолог
Феодор II Палеолог (грец. Θεόδωρος Β΄ Παλαιολόγος; бл. 1396 — 21 червня 1448) — 5-й деспот Мореї в 1407—1443 роках. Об'єднав Пелопоннес під владою візантійців, перетворив Містру в науковокультурний центр.

## Життєпис
Походив з династії Палеологів. Третій син візантійського імператора Мануїла II і Олени Драгаш. Народився близько 1396 року. 1407 року отримав титул деспота Мореї, оскільки його стрийко Феодор I не мав нащадків. До настання повноліття Феодора усіма справами Морейського деспотата керував Мануїл II. Останній спорудив потужне украплення Гексаміліон — вал, що перетинав Істмійський перешийок.
Перебравши фактичну владу Феодор II продовжив політику попередників, що мали на меті відвоювати весь Пелопоннес. В цьому він стикнувся з Ахейським князівством, що перебувала в стадії занепаду. 1417 року спільно з братом — імператором Іоанном VIII завдав поразки ахейському князю Чентуріоне Дзаккарії, захопивши області Мессенія і Еліда.
1418 року вступив у суперництво з Венеційською республікою, яка змусила Феодора II залишити важливу фортецю Патри. З метою протистояти венеційцям уклав союз папою римським Мартином I, який влаштував шлюб Феодора II з представницею романського роду Малатеста. У листі, адресність Феодору після смерті Мануїла II, Мартин V називає його імператором Константинополя, хоча насправді влада перейшла до його старшого брата Федора — Іоанна VIII.
1426 року почалася війна з Карлом I Токко, деспот Епіру, який намагався затвердити в Еліді. Але Феодор II захопивши майже весь Пелопоннес, лише в Халандиці тримався унязь Дзаккарія. Феодор II попросив допомоги у брата Іоанна VIII, який відправив підкріплення на чолі зі своїм братом Костянтином. 1427 року вони спільно завдали поразки нас суходолі та на морі епірським військам. 1428 року Феодор II оголосив Костянтина та ще одного свого брата Дмитра своїм співдеспотами. 1429 року встановлено перемир'я з Епіром.
1430 року вдалося захопити Патри, після чого укладено мирну угоду з Четуріоне Дзаккарія, який видав свою доньку-спадкоємицю за брата Феодора II — Фому. З цього часу багато зусиль доклав для економічного та культурного відродження Пелопоннесу. Столиця деспотату Міста стала центром візантійської культури і науки. 1439 року сюди перебрався філософ Плетон, який заснував власну школу (найвідомішим учнем її став Віссаріон Нікейський.
У 1438 році перед подорожжю до Італії імператор Іоанн VIII призначив регентом Візантії Костянтина, що свідчило про отримання статусу спадкоємця, на який претендував Феодор II. Наслідок стало збройне протистояння між братами. Лише 1443 року було укладено угоду, за якою Феодор II поступався правами на трон і Морейським деспотатом в обмін на місто неподалік Константинополя — Селімбрію.
Феодор II помер в Селімбрії у 1448 році під час епідемії чуми.

## Родина
Дружина — Клеофа, донька Малатести IV Малатести, графа Песаро
Діти:
- Олена (1428—1458), дружина Жана II Лузіньяна, короля Кіпру

1 бастард